# 반란

봉기의 상징인 치켜올린 주먹.

반란(叛亂, rebellion 리벨리언[*]) 또는 봉기(蜂起, uprising), 모반(謀反, insurrection)이란 복종 또는 질서를 거부하는 것이다. 하여 반란이란 국가, 정부수반, 정치지도자, 금융기관, 어떤 책임자 등의 권위를 파괴하거나 그 자리를 대신 차지하기 위한 여러 행동들에 대하여 모두 적용될 수 있는 개념이다. 시민 불복종이나 시민 저항, 비폭력 저항처럼 폭력을 배제한 반란행동도 있을 수 있다. 물론 폭력적인 행위 역시 반란의 범주에 포함되며, 특히 반란자가 무장을 갖추고 집단을 형성했을 경우 그들을 반군(叛軍, rebels)이라고 한다.
역사상 자국의 정부에 반대한 여러 집단들이 반란자로 규정되었다. 미국 독립전쟁 와중의 대륙육군은 영국측에게 반군으로 지칭되었고, 미국 내전 때 남부맹방은 북부연방에게 반군으로 지칭되었다. 거의 대부분의 무장 반란은 권위 그 자체를 부정하지 않으며, 오히려 자신들이 새로운 권위로서 세워지는 것을 추구한다. 예컨대 의화단의 난은 약화되고 분열된 당대 청나라 정부보다 더 강력한 정권을 세우기 위해 일어났으며, 자코바이트의 난은 스튜어트 왕가의 복고를 추구했지, 군주제 자체의 폐지를 목표로 하지 않았다.
지배층을 상대로 한다고 해서 모든 반란군이 정의로운 것은 아니며 오히려 깡패 출신처럼 질이 좋지 않은 불량배들에게 기회를 준 반란도 많았다. 근대 이후에도 피지배층에 의해 지배층이 무너진 후 깡패들에 의해 굴복당하여 심각한 고통을 받게 된 국가들이 존재하며 전근대 이전에도 지배층 대신 깡패들에게 지배를 받는 지역들이 있었다.
더구나 피지배층인 민중으로 구성된 민병대 역시 스레브레니차 학살처럼 깡패들 이상을 보여주는 경우도 흔하며 역사적으로 민중에 의해 의적으로 불린 사람들도 사실은 그냥 사회에 저항하거나 지배층에 도전하기만 하는 도적인 경우가 많았다. 그들은 지배층은 물론 민중들도 죽이거나 약탈하기도 했다. 심지어 오히려 지배층에 해를 입힌 것보다도 피지배층에 피해를 더 많이 준 자칭 의적들도 많다. 따라서 현실적인 이유로 인하여 반란의 주요 인물들이 반란군을 배신하거나 지배층의 양보 정도만 얻으려고 했던 반란들도 있었으며 과거 사학자 토마스 월싱햄에 의하면 농민 반란은 많으나 진정으로 혁명적인 사례는 적었다고 한다.

## 반란의 어려움
군사 반란의 경우 보통 마음만 먹는다고 할 수 있는 일이 아니며 군사적 경험이나 지식이 필요하다. 북한과 같은 국가에서는 생각보다도 무기 및 군사훈련에 대한 접근이 제한적일 수 있으며 대중들 스스로 군사기술을 습득하거나 필요한 장비를 조달할 기술이나 자원이 거의 없을 가능성이 크다. 반면, 무기와 군사기술에 대한 독점적 접근권을 가지며 피지배층을 적극적으로 탄압하는 지배층은 독일 농민전쟁처럼 권력투쟁과 무력충돌에서 상당한 이점을 누릴 수 있다. 또한 피지배층이 저항할 힘을 결코 선물하지 않는 억압적 사회, 가혹한 처벌, 감시 시스템 등 다양한 지배 메커니즘은 반란을 억제하고 공포를 심어서 권위에 대한 복종과 찬양을 자연스럽게 유도하고 기존 질서에 대한 도전을 방해할 수 있다. 과거의 귀족들조차 보통 멍청하지 않아서 인도의 카스트나 상군서 등으로 반란을 억제하였으며 특히 일반 대중은 서로에 대해 신뢰성이 없는 개인이나 집단들로 구성될 수도 있어서 이러한 지배 방식에 저항이 불가능할 수도 있다. 따라서 일반 대중이 스스로 대규모 반란군을 창설하고 군사적인 행동에 나서는 일은 쉽지 않다. 더구나 상황에 의해 무능한 자들로 이루어지기 쉬운 반란군은 기존 시스템을 대신 지배하거나 대체할 실력이 없어서 지지를 모으고 단결을 유지하기 어렵다.
국가가 아닌 사이비 종교 같은 집단도 조폭 동원은 물론 선전과 선동으로 정보를 조작하고 반항적인 내부인에 대한 의사소통을 통제하여 지지를 안정화하는 작업이 가능하다. 간혹 이런 사이비 종교들은 정부나 기업의 지원을 받을 수도 있다. 강한 집단들이 특정 사이비 종교들을 동맹으로 간주하여 보호나 지원을 제공하는 대신에 사이비 신자들로부터 지지를 얻을 수 있기 때문이다. 특히나 민주주의 사회에선 목적에 따라 그러한 전략이 매우 효과적이다. 또한 경제적 이득 목적도 가능하다. 예를 들어, 브라질에선 십계석국총회의 돌나라 사람들이 브라질의 황무지를 알아서 개간하고 뇌물 등 경제적 이득이 생기니 한인 아이들이 비참하게 사망하거나 성노예 사건들이 생겨도 브라질 정부에선 별로 신경을 안 쓰거나 오히려 긍정적으로 보는 사람들도 있다. 따라서 의외로 민주주의 사회에서도 사이비 종교의 내부인이 반란을 일으켜 그런 집단을 전복하기 쉽지 않다.

## 같이 보기
- 한국의 반란 목록